# Radio RC2
Radio RC2 est une station de radio située à Maromme, dans l’agglomération de Rouen, qui émet depuis juin 1991.

## Présentation
À sa création, et jusqu'en 2013, la station se trouvait dans des locaux du l’Institut départemental de l'enfance de la famille et du handicap pour l'insertion (IDEFHI) à Canteleu. Depuis 2013, celle-ci a déménagé et se trouve désormais à Maromme, à proximité de la Maison de la jeunesse.
Selon son site officiel, « La radio RC2 a une triple vocation : elle est pédagogique, éducative et culturelle » et dédie des plages horaires à destination de la jeunesse.
La radio est gérée par l'Association de gestion des œuvres éducatives et de loisirs. Des animateurs bénévoles assurent les émissions en soirée.

## Contenu des programmes
(décembre 2017).
La programmation est dite de musiques actuelles, avec une dominante "afro-urbaine". Chaque soir, des émissions en direct proposent une sélection musicale choisie en fonction du genre de musique retenu dans la programmation.
Tous les podcasts des émissions sont disponibles sur le site Internet de la radio.
| Émission             | Type    |
| -------------------- | ------- |
| A l'Assaut Des Assos | Talk    |
| Magnésium            | Musique |
| Autour du sport      | Talk    |
| Nuance du Brésil     | Music   |
| Reggae Fever         | Musique |
| Respire              | Talk    |
| RC2.0                | Talk    |
| Show Time            | Musique |
| Karaibean Vybz       | Musique |
| Le Café débranché    | Live    |

## Diffusion
La radio RC2 s'appuie sur une transmission hertzienne à 94,4 MHz pour diffuser ses programmes en modulation de fréquence. Par ailleurs, la diffusion RDS est possible avec le code RC2. L'écoute en streaming est prévue depuis le site Internet de la radio.